# Busan Lotte World Tower
Busan Lotte World Tower — хмарочос в Пусані, Південна Корея. Висота 110-поверхового хмарочосу становить 510.2 метрів. Будівництво було розпочато в 2009 і планувалося завершити в 2016 році. Однак станом на 2017 рік будівництво призупинено через брак фінансування. Орієнтовний час відкриття — 2021 рік.
Після завершення будівництва цей хмарочос стане другим найвищим в Південній Кореї (після Lotte World Tower у Сеулі) і одним з найвищих у світі.